# Jean-Charles Valladont
Jean-Charles Valladont (ur. 20 marca 1989 r. w Besançon) – francuski łucznik, srebrny medalista igrzysk olimpijskich, trzykrotny srebrny medalista mistrzostw świata, dwukrotny mistrz Europy.

## Igrzyska olimpijskie
W 2016 roku podczas igrzysk olimpijskich w Rio de Janeiro zdobył srebrny medal, przegrywając w finale z Ku Bon-chanem z Korei Południowej 3:7.